# Гаддон Тауншип (Нью-Джерсі)
Гаддон Тауншип (англ. Haddon Township) — селище (англ. township) в США, в окрузі Кемден штату Нью-Джерсі. Населення — 15 407 осіб (2020).

## Демографія
Згідно з переписом 2010 року, у селищі мешкало 14 707 осіб у 6226 домогосподарствах у складі 3861 родини. Було 6477 помешкань
Расовий склад населення:
| - 93,2 % — білих - 2,7 % — азіатів - 1,5 % — чорних або афроамериканців - 0,2 % — корінних американців - 1,1 % — осіб інших рас |

До двох чи більше рас належало 1,4 %. Частка іспаномовних становила 4,0 % від усіх жителів.
За віковим діапазоном населення розподілялося таким чином: 21,7 % — особи молодші 18 років, 61,1 % — особи у віці 18—64 років, 17,2 % — особи у віці 65 років та старші. Медіана віку мешканця становила 41,8 року. На 100 осіб жіночої статі у селищі припадало 93,0 чоловіків;  на 100 жінок у віці від 18 років та старших — 89,3 чоловіків також старших 18 років.
Середній дохід на одне домашнє господарство  становив 94 601 долар США (медіана — 82 621), а середній дохід на одну сім'ю — 110 470 доларів (медіана — 98 077). Медіана доходів становила 63 819 доларів для чоловіків та 53 810 доларів для жінок. За межею бідності перебувало 4,5 % осіб, у тому числі 3,5 % дітей у віці до 18 років та 6,2 % осіб у віці 65 років та старших.
Цивільне працевлаштоване населення становило 7799 осіб. Основні галузі зайнятості: освіта, охорона здоров'я та соціальна допомога — 30,0 %, науковці, спеціалісти, менеджери — 14,7 %, фінанси, страхування та нерухомість — 10,8 %, роздрібна торгівля — 8,7 %.